# Platon (Udowienko)
Platon, imię świeckie Władimir Pietrowicz Udowienko (ros. Платон, Владимир Петрович Удовенко; ur. 17 listopada 1940 w Uspence) – metropolita Rosyjskiego Kościoła Prawosławnego, w latach 2012–2022 Ukraińskiego Kościoła Prawosławnego Patriarchatu Moskiewskiego.

## Życiorys
W wieku 17 lat wstąpił jako posłusznik do monasteru Zaśnięcia Matki Bożej w Odessie. W roku następnym rozpoczął naukę w seminarium duchownym w Kijowie; wobec zamknięcia tejże szkoły seminarium kończył w Odessie. Po odbyciu służby wojskowej (1961–1964) studiował w Leningradzkiej Akademii Duchownej, której dyplom uzyskał w 1969. 14 kwietnia 1971 złożył wieczyste śluby zakonne, zaś 17 kwietnia i 12 września przyjmował odpowiednio święcenia diakońskie i kapłańskie. 3 listopada 1972 został podniesiony do godności archimandryty i skierowany do pracy duszpasterskiej w eparchii argentyńskiej i południowoamerykańskiej.
16 grudnia 1973 w moskiewskim soborze Objawienia Pańskiego miała miejsce jego chirotonia na biskupa argentyńskiego i południowoamerykańskiego. Po czterech latach został podniesiony do godności arcybiskupiej. W 1980 został przeniesiony na katedrę swierdłowską i kurgańską, równocześnie zarządzając, jako locum tenens, eparchią czelabińską. W grudniu 1984 został arcybiskupem jarosławskim i rostowskim.
W latach 1990–1993 był członkiem Rady Najwyższej Federacji Rosyjskiej, wybranym w okręgu jarosławskim. Po wygaśnięciu mandatu wrócił do Argentyny jako zwierzchnik tamtejszej eparchii.
Od 29 lutego 2004 metropolita. W 2012, na prośbę metropolity kijowskiego Włodzimierza, Święty Synod Rosyjskiego Kościoła Prawosławnego zwolnił go z zajmowanego dotąd urzędu, by mógł objąć jedną z katedr w autonomicznym Ukraińskim Kościele Prawosławnym Patriarchatu Moskiewskiego. 20 grudnia 2012 metropolita Platon został pierwszym ordynariuszem nowo powstałej eparchii teodozyjskiej.
W 2022 r. na wniosek metropolity Platona, metropolity symferopolskiego i krymskiego Łazarza i dżankojskiego Aleksego Święty Synod Rosyjskiego Kościoła Prawosławnego wyłączył kierowane przez nich eparchie – wszystkie na terytorium Krymu – z jurysdykcji autonomicznego Ukraińskiego Kościoła Prawosławnego Patriarchatu Moskiewskiego i podporządkował bezpośrednio patriarsze moskiewskiemu i całej Rusi.
W 2024 r. Święty Synod Rosyjskiego Kościoła Prawosławnego przeniósł go w stan spoczynku, wyznaczając Krym jako jego dalsze miejsce pobytu.